# Liberian Women's Social and Political Movement
Liberian Women's Social and Political Movement är en kvinnoförening i Liberia, grundad 1946.
Den verkade framgångsrikt för kvinnors rösträtt, valbarhet och göra jurytjänst.